# Problepsis erythra
Problepsis erythra là một loài bướm đêm trong họ Geometridae.